# براميسيوميات
البراميسيوميات هي عائلة من الأوليات الهدبية تنتمي لرتبة البنكوليدات. يمتلك جسمها نهايتين متمايزتين واحدة أمامية وأخرى خلفية ويرتبط بقشرة رقيقة (جليدة) صلبة لكنها مرنة.